# Bianchi (Italie)
Pour les articles homonymes, voir Bianchi.
Bianchi est une commune de la province de Cosenza dans la région Calabre en Italie.

## Administration
| Période                                  | Période | Identité         | Étiquette | Qualité |
| ---------------------------------------- | ------- | ---------------- | --------- | ------- |
| En cours                                 |         | Pasquale Taverna |           |         |
| Les données manquantes sont à compléter. |         |                  |           |         |

### Communes limitrophes
La commune est limitée par Parenti au nord, par Sorbo San Basile et Panettieri à l'est, par Carlopoli au sud, et par Soveria Mannelli et Colosimi à l'ouest.